# Petiyin Tunggal
Petiyin Tunggal is een bestuurslaag in het regentschap Gresik van de provincie Oost-Java, Indonesië. Petiyin Tunggal telt 1331 inwoners (volkstelling 2010).